# Norbert Carbonnaux
Norbert Carbonnaux (Neuilly-sur-Seine, 28 de março de 1918 - Paris, 6 de novembro de 1997), foi um cineasta e roteirista francês.

## Filmografia parcial
- 1954 : Les Corsaires du bois de Boulogne
- 1956 : Courte tête
- 1958 : Le Temps des œufs durs
- 1960 : Candide ou l'optimisme du XXe siècle
- 1962 : La Gamberge
- 1967 : Toutes folles de lui
- 1972 : L'Ingénu